# Fede San Emeterio
Federico San Emeterio Díaz, meglio noto come Fede San Emeterio (Mazcuerras, 16 marzo 1997), è un calciatore spagnolo, centrocampista svincolato.

## Biografia
È il gemello di Borja San Emeterio, a sua volta calciatore.

## Caratteristiche tecniche
Centrocampista centrale con caratteristiche da mediano, molto rapido, è in possesso di una buona visione di gioco e di un'ottima capacità di recuperare palla.

## Carriera
Cresciuto nel settore giovanile del Racing Santander, ha esordito in prima squadra il 14 gennaio 2014, nella partita di Coppa del Re vinta per 0-2 contro l’Almería. Dopo nove stagioni totali trascorse con i cantabrici, il 16 agosto 2016 passa al Sevilla Atlético, insieme al gemello Borja, con cui firma un triennale. Disputati da titolare due campionati di Segunda División con gli andalusi, il 16 agosto 2018, dopo la retrocessione del club in terza serie, viene acquistato dal Real Valladolid, legandosi al Pucela fino al 2021; contestualmente si trasferisce in prestito annuale al Granada.

## Statistiche

### Presenze e reti nei club
Statistiche aggiornate al 7 gennaio 2022.
| Stagione                | Squadra                 | Campionato              | Campionato | Campionato | Coppe nazionali | Coppe nazionali | Coppe nazionali | Coppe continentali | Coppe continentali | Coppe continentali | Altre coppe | Altre coppe | Altre coppe | Totale | Totale |
| Stagione                | Squadra                 | Comp                    | Pres       | Reti       | Comp            | Pres            | Reti            | Comp               | Pres               | Reti               | Comp        | Pres        | Reti        | Pres   | Reti   |
| ----------------------- | ----------------------- | ----------------------- | ---------- | ---------- | --------------- | --------------- | --------------- | ------------------ | ------------------ | ------------------ | ----------- | ----------- | ----------- | ------ | ------ |
| 2013-2014               | Racing Santander        | SDB                     | 1+1        | 0          | CR              | 1               | 0               | -                  | -                  | -                  | -           | -           | -           | 3      | 0      |
| 2014-2015               | Racing Santander        | SD                      | 35         | 0          | -               | -               | -               | -                  | -                  | -                  | -           | -           | -           | 35     | 0      |
| 2015-2016               | Racing Santander        | SDB                     | 28+3       | 1          | CR              | 1               | 0               | -                  | -                  | -                  | -           | -           | -           | 32     | 1      |
| Totale Racing Santander | Totale Racing Santander | Totale Racing Santander | 64+4       | 1          |                 | 2               | 0               |                    | -                  | -                  |             | -           | -           | 70     | 1      |
| 2016-2017               | Sevilla Atlético        | SD                      | 38         | 2          | -               | -               | -               | -                  | -                  | -                  | -           | -           | -           | 38     | 2      |
| 2017-2018               | Sevilla Atlético        | SD                      | 39         | 3          | -               | -               | -               | -                  | -                  | -                  | -           | -           | -           | 39     | 3      |
| Totale Sevilla Atlético | Totale Sevilla Atlético | Totale Sevilla Atlético | 77         | 5          |                 | -               | -               |                    | -                  | -                  |             | -           | -           | 77     | 5      |
| 2018-2019               | Granada                 | SD                      | 36         | 2          | CR              | 0               | 0               | -                  | -                  | -                  | -           | -           | -           | 36     | 2      |
| 2019-2020               | Real Valladolid         | PD                      | 25         | 0          | CR              | 2               | 0               | -                  | -                  | -                  | -           | -           | -           | 27     | 0      |
| 2020-2021               | Real Valladolid         | PD                      | 24         | 0          | CR              | 2               | 0               | -                  | -                  | -                  | -           | -           | -           | 26     | 0      |
| 2021-gen. 2022          | Real Valladolid         | SD                      | 16         | 1          | CR              | 2               | 0               | -                  | -                  | -                  | -           | -           | -           | 18     | 1      |
| Totale Real Valladolid  | Totale Real Valladolid  | Totale Real Valladolid  | 65         | 1          |                 | 6               | 0               |                    | -                  | -                  |             | -           | -           | 71     | 1      |
| gen.-giu. 2022          | Cadice                  | PD                      | 12         | 0          | CR              | 1               | 0               | -                  | -                  | -                  | -           | -           | -           | 13     | 0      |
| 2022-2023               | Cadice                  | PD                      | 33         | 0          | CR              | 0               | 0               | -                  | -                  | -                  | -           | -           | -           | 33     | 0      |
| 2023-2024               | Cadice                  | PD                      | 1          | 1          | CR              | 0               | 0               | -                  | -                  | -                  | -           | -           | -           | 1      | 1      |
| Totale carriera         | Totale carriera         | Totale carriera         | 288+4      | 10         |                 | 9               | 0               |                    | -                  | -                  |             | -           | -           | 301    | 10     |